# Trifurcula pallidella
Espèce
Synonymes
- Lithocolletis pallidella (Duponchel, 1843) Bruand, 1851 [1]
- Oecophora pallidella Duponchel, 1843[1]
- Trifurcula incognitella Toll, 1936[1]

Trifurcula pallidella est une espèce européenne de lépidoptères (papillons) de la famille des Nepticulidae.

## Description
L'imago a une envergure de 7 à 9 mm. Il vole de mai à mi-juillet. Il y a une génération par an.

## Répartition
On trouve Trifurcula pallidella à la fois le long du Danube et à l'est et au sud des Alpes, dans le sud-est de l'Allemagne (Bavière), à l'est de la Bohême, de la Moravie, de la Slovaquie, du sud-est adjacent de la Pologne, une grande partie de l'Autriche, s'étendant à travers les Balkans jusqu'au sud de la Grèce (Péloponnèse) et la Crète, vers l'est à travers l'Ukraine et la Russie jusqu'à la Volga. À l'ouest, il est présent dans le nord de l'Italie, s'étendant juste en Suisse (Tessin) jusqu'en Sicile et aussi en Corse.

## Écologie
La chenille consomme les plantes des espèces Cytisus austriacus, Cytisus hirsutus, Cytisus nigricans, Cytisus procumbens, Cytisus ratisbonensis, Cytisus ruthenicus (sv).
La chenille solitaire donne une galle fusiforme de 13 à 26 mm de long dans la tige. Elle creuse d'abord le parenchyme puis se nourrit dans une galerie en spirale, se déplaçant successivement vers le haut, forant également en partie dans la partie ligneuse centrale de la tige. À l'intérieur, il n'y a pas de chambre biliaire, la mine est presque entièrement remplie d'excréments bruns. La chenille mature évacue la galle par une fente dans sa partie supérieure et se nymphose dans un cocon en dehors de la galle.